# A Pharaoh to Remember
«A Pharaoh to Remember» (укр. «Фараон, якого не забудуть») — сімнадцята серія третього сезону анімаційного серіалу «Футурама», що вийшла в ефір у Північній Америці 10 березня 2002 року.
Автор сценарію: Рон Вайнер.
Режисер: Марк Ервін.
Прем'єра в Україні відбулася 9 вересня 2007 року.

## Сюжет
Бендер відчуває занепокоєння через те, що може залишитися непоміченим в житті й піти в забуття, і намагається виправити це. Після того, як будівлю, на стіні якої він намалював свій величезний портрет із підписом «Бендер заткнув усіх за пояс» (англ. Bender Lives Large And Kicks Butt), зносять, і напис перетворюється на «Бендер лиже дупу» (англ. Bender Licks Butt), робот повертається до офісу «Міжпланетного експреса», де на нього чекає сюрприз. Колеги вирішили інсценувати його похорон. Втім, Бендер незадоволений жодною з жалобних промов, виголошених друзями. Раптово професор повідомляє про чергове завдання: доставити великий блок пісковика на планету Озирис IV.
Прибувши на планету, друзі бачать там пустельний світ, в якому мешкає цивілізація ідентична Стародавньому Єгиптові (тубільці стверджують, що навчилися матеріальної культури, а також міжпланетного подорожування в земних єгиптян). Команда потрапляє в рабство і змушена працювати на будівництві піраміди для фараона Герментотипа. Разом з іншими рабами друзі пересувають уручну величезні блоки під ударами батогів. Бендер, вражений устроєм життя на планеті, виявляє неабияку працьовитість — наглядачі навіть не встигають за ним.
Фараон Герментотип особисто прибуває оглянути новозбудовану піраміду. У ту мить, коли він збирається оголосити всіх рабів вільними, на нього падає ніс його власної велетенської статуї. Жерці ховають Герментотипа і оголошують, що завтра «стіна пророцтв» вкаже їм наступного фараона. У той час як усі раби святкують єдину вільну ніч між царюваннями двох фараонів, Бендер пробирається до стіни і робить на ній фальшиві позначки. Наступного ранку жерці проголошують його фараоном.
Фараон Бендер вимагає збудувати для себе монументальну скульптуру висотою мільярд ліктів, щоби лишити по собі вічну пам'ять. Жорстокі та нещадні методи примусу, застосовувані Бендером, дають плоди — статую завершують в рекордний термін. Але на церемонії відкриття Бендер висловлює невдоволення результатом і вимагає все переробити. Верховні жерці, порадившись, хапають фараона, сповивають поховальною тканиною і кидають у могилу, оголосивши народові, що «фараон несподівано помер». Слідом за Бендером у гробницю зіштовхують (на його прохання) особистих рабів фараона — Фрая і Лілу. 
Знайшовши серед запасів у царській гробниці кілька діжок вибухонебезпечного гранатового шнапсу, Фрай і Ліла замислюють утечу, але Бендер протестує, не бажаючи руйнувати єдину згадку про себе. Його друзі розігрують між собою діалог, в якому удають, ніби не пам'ятають Бендера, і він кається. Підпаливши шнапс, друзі пробивають діру в нозі статуї та тікають до свого корабля. Корабель злітає в небо за мить до того, як статуя знищується потужним вибухом. Ліла заспокоює засмученого Бендера, пояснивши, що його напевне пам'ятатимуть на Озирисі IV як найжорстокішого з фараонів, і ця пам'ять житиме в народі значно довше, ніж могла би простояти статуя.

## Пародії, алюзії, цікаві факти
- Співак на похоронів фараона Герментотипа багато чим нагадує англійського співака Елтона Джона, який емоційно виконував пісню «Свічка на вітрі» на похороні принцеси Діани.
- Репліка Фрая «У мене дуже погане передчуття» запозичена з «Зоряних воєн», де вона звучить дуже часто.
- Розповідь жителів планети Озирис про те, що єгиптяни навчили їх своєї культури, пародіює відому фантастичну теорію про позаземне походження культури єгиптян (зокрема, мистецтва будування пірамід).
- Гробниця Бендера, в яку можуть пробиратися лише змії, є алюзією на фільм «Індіана Джонс: Пошуки втраченого ковчега».
- На церемонії представлення нового фараона Бендер з'являється під звуки пісні гурту The Bangles «Walk Like an Egyptian» (укр. Ходи, як єгиптянин). Його хода імітує танцювальні рухи з відеокліпу на цю пісню.
- Жерці з пташиними головами на Озирисі IV нагадують зображення давньоєгипетського бога Тота, стражники з собачими головами — Анубіса. Жрець-тлумач пророцтв також має на голові корони Верхнього і Нижнього Єгипту.
- На «похороні» Бендера Гермес грає на органі уривок із третьої частини Сонати №2 для фортепіано Шопена («Жалобний марш»), стилізований під реґі.

## Особливості українського перекладу
- Ім'я фараона «Герментотип» (англ. Hamenthotep) фонетично імітує звучання давньоєгипетських імен (зокрема є алюзією на «Аменхотеп»).
- На «похороні» Бендера  доктор Зойдберґ виконує пісню «Danny Boy», що в українській версії звучить як «Мій хлопчику, труба вже кличе тебе…»
- Фраза «Bender Licks Butt», на яку перетворюється графіті Бендера після зруйнування будинку, в українській версії не перекладена.